# Prins Alexanderlaan

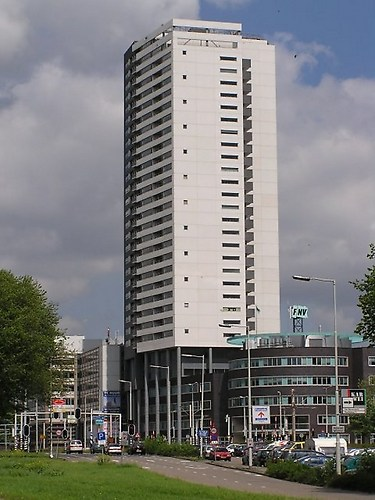
De Prins Alexanderlaan met op de achtergrond de Pegasustoren

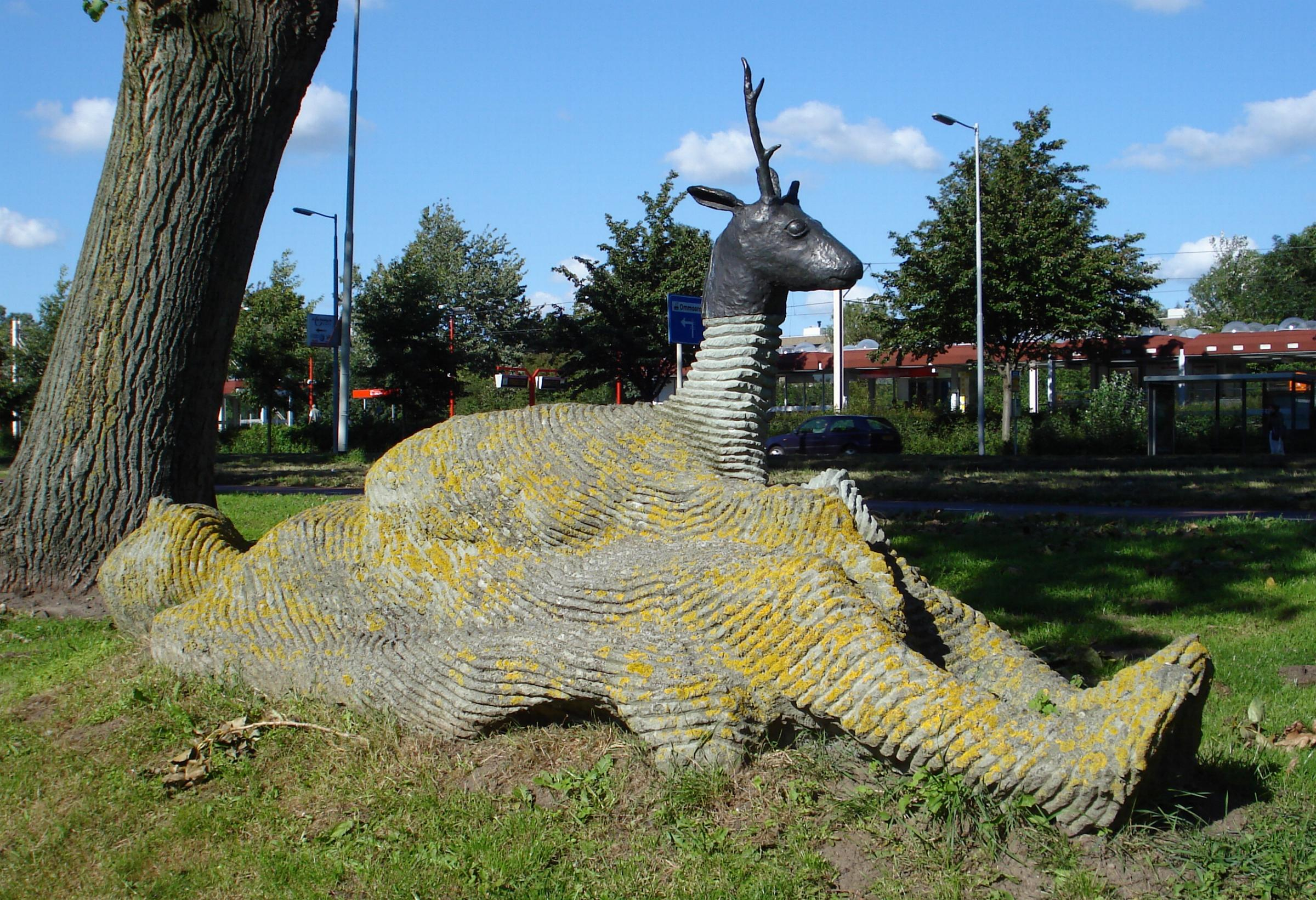
Kunstwerk Hert op een reus langs de laan

De Prins Alexanderlaan is een ongeveer 7 kilometer lange laan in de Rotterdamse deelgemeente Prins Alexander. Op de laan gebeuren vaak ongelukken met metro's, omdat het sneltramtraject langs de laan loopt en is een belangrijke verbindingsweg voor de deelgemeente.
De laan begint in de wijk Ommoord bij de President Rooseveltweg, loopt parallel aan het sneltramtraject van de Calandlijn en eindigt bij het Capelseplein. De laan verbindt de wijken Ommoord, Het Lage Land, Oosterflank, Prinsenland en de Capelse wijk Schenkel.
De laan is vernoemd naar prins Willem Alexander Hendrik Frederik, de jongste zoon van koning Willem III.
Het eerste gedeelte van de laan was voltooid op 30 oktober 1963 en heet sinds zijn voltooiing Prins Alexanderlaan. In 1969 is het Alexanderplein voltooid, een plein naast de Alexanderlaan en naast Winkelcentrum Alexandrium. In 1983 werd de naam veranderd in Prins Alexanderplein.
Langs de laan staat een aantal scholen: het Albeda College, het Zadkine College en het Comenius College. Aan de Prins Alexanderlaan ligt het trein- en metrostation Rotterdam Alexander en de laan kruist de A20 / E25. De laan kruist de Hoofdweg, de Prinsenlaan (bij metrostation Prinsenlaan), de Kralingseweg en de Jacques Dutilhweg. De Prins Alexanderlaan is een belangrijke laan in de deelgemeente Prins Alexander, omdat het de hoofdontsluitingsweg van de deelgemeente is. De laan verbindt alle wijken van de deelgemeente met elkaar, uitgezonderd de wijken Zevenkamp, Nesselande en Kralingseveer.
Parallel aan de Prins Alexanderlaan loopt de Pegasusweg waaraan de Pegasustoren staat. Deze toren is de hoogste toren van de deelgemeente en valt onder de top 15 van hoogste gebouwen in Rotterdam. De Pegasustoren is geopend in 2002 en heeft een hoogte van 98 meter. Naast de toren ligt het gebouw van de FNV. Voor 2002 zat de FNV in het gebouw waar nu het Albeda College in gevestigd zit. Achter het Albeda College ligt een P+R-terrein, waar reizigers die met het openbaar vervoer verder reizen gratis kunnen parkeren.
Brandingdijk ·
Capelseweg ·
's-Gravenweg ·
Groeneweg ·
Hoofdweg ·
Jacques Dutilhweg ·
Kralingseweg ·
Laan van Avant-Garde ·
Ommoordseweg ·
President Rooseveltweg ·
Prins Alexanderlaan ·
Prins Alexanderplein ·
Prinsenlaan ·
Ringvaartweg ·
IJsselmondselaan ·
Zevenkampse Ring